# چارلز ماس (دوچرخه‌سوار)
چارلز ماس (انگلیسی: Charles Moss; ۶ مارس ۱۸۸۲ – ۲۵ ژوئیهٔ ۱۹۶۳) دوچرخه‌سوار اهل بریتانیا بود.
از افتخارات وی میتوان به کسب مدال نقره رقابت تیمی جاده در بازی‌های المپیک تابستانی ۱۹۱۲ اشاره کرد.